# فراكسرن
فراكسرن (بالألمانية: Fraxern) هي بلدية صغيرة في مقاطعة فلدكرش في فورآرلبرغ بالنمسا.